# فالتس فلوکتسایک‌ورک

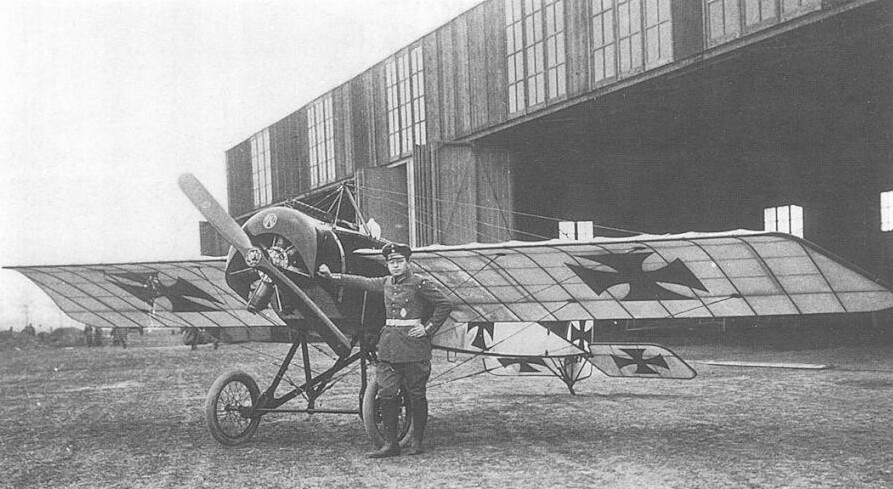
فالتس E2

فالتس فلوکتسایک‌ورک (انگلیسی: Pfalz Flugzeugwerke) (یا گاهی پفالتس فلوکتسایک‌ورک) یک هواگردسازی آلمانی در زمان جنگ جهانی اول بود که اشپیر قرار داشت. این شرکت بیشتر به خاطر جنگنده‌هایش شناخته شده است.
این شرکت پس از مصادره اموالش توسط نیروهای فرانسوی ورشکسته شد، اما از کارگاه‌هایش توسط دیگر شرکت‌ها استفاده می‌شد تا اینکه در سال ۱۹۹۷ مجددا تشکیل گردید و امروزه با نام PFW‌ فعالیت می‌کند.